# J'Marcus Webb
J'Marcus Webb (Fort Worth, 8 agosto 1988) è un giocatore di football americano statunitense che milita nel ruolo di offensive tackle per gli Indianapolis Colts della National Football League (NFL). Fu scelto nel corso del settimo giro (218º assoluto) del Draft NFL 2010 dai Chicago Bears. Al college giocò a football alla West Texas A&M University.

## Carriera professionistica

### Chicago Bears
Webb fu scelto nel corso del settimo giro del Draft 2010 dai Chicago Bears. Il 16 maggio firmò un contratto quadriennale. Nella sua stagione da rookie disputò 14 partite, 12 delle quali come titolare. Nelle due stagioni successive giocò sempre tutte le 16 gare come titolare. Nella stagione 2013, con l'arrivo ai Bears di Jermon Bushrod, Webb avrebbe dovuto essere spostato nel ruolo di tackle destro. Il 30 agosto 2013 fu svincolato.

### Minnesota Vikings
Il 1º settembre 2013, Webb firmò coi Minnesota Vikings un contratto annuale. Con la franchigia del Minnesota ebbe poco spazio giocando appena 108 snap in 8 partite, delle quali solo una lo vide partire come titolare della offensive line.

### Kansas City Chiefs
Scaduto il contratto che lo legava ai Vikings, Webb finì sul mercato dei free agent. Nel mese di maggio visitò i Carolina Panthers e parlò anche con i Vikings per un possibile rinnovo, ma alla fine firmò il 19 maggio un contratto annuale al minimo salariale con i Kansas City Chiefs.

### Oakland Raiders
Il 2 aprile 2015, Webb firmò con gli Oakland Raiders, giocando per la maggior parte della stagione come guardia.

### Seattle Seahawks
Il 16 marzo 2016, Webb firmò con i Seattle Seahawks. Vi giocò 9 partite di cui 3 come titolare.

### Indianapolis Colts
Dopo essere rimasto senza squadra nella stagione 2017, il 30 marzo 2018 Webb firmò con gli Indianapolis Colts.